# USS Hoggatt Bay (CVE-75)
Авіаносець «Хоггат Бей» (англ. USS Hoggatt Bay (CVE-75)) — ескортний авіаносець США часів Другої світової війни, типу «Касабланка».

## Історія створення
Авіаносець «Хоггат Бей» був закладений 17 серпня 1943 року на верфі Kaiser Shipyards у Ванкувері. Спущений на воду 4 грудня 1943 року, вступив у стрій 11 січня 1944 року.

## Історія служби
Після вступу в стрій авіаносець «Хоггат Бей» протягом вересня-грудня 1944 року здійснював перевезення літаків для потреб тактичного з'єднання TF -58/38.
Потім брав участь в десантній операції в затоці Лінгаєн (о. Лусон, січень 1945 року).
15 січня 1945 року авіаносець був пошкоджений випадковим вибухом авіабомби та вирушив на ремонт у США. Після ремонту «Хоггат Бей» діяв у Східнокитайському морі (липень 1945 року).
Після закінчення бойових дій корабель перевозив американських солдатів та моряків на батьківщину (операція «Magic Carpet»).
20 червня 1946 року авіаносець «Хоггат Бей» був виведений в резерв.
12 червня 1956 року він був перекласифікований в ескортний вертольотоносець CVHE-75, 7 травня 1959 року — в допоміжний авіатранспорт AKV-25.
31 березня 1960 року «Хоггат Бей» був виключений зі списків флоту і зданий на злам.